# Kuba libre
Rum i kola, ili Kuba libre (što u prevodu sa španskog znači „Slobodna Kuba”), je koktel koji se sastoji od kole, ruma i u mnogim receptima, soka limete. Tradicionalno, sastojak kola je Koka-kola, a alkohol je lagani rum kao što je Bakardi. Međutim, piće se može napraviti sa različitim vrstama ruma i kole, a sok od limete može ili ne mora biti uključen.
Koktel je nastao početkom 20. veka na Kubi, nakon što je zemlja stekla neovisnost u Špansko-američkom ratu. Kasnije je postao popularan na Kubi, Sjedinjenim Američkim Državama i drugim zemljama. Njegov jednostavan recept i jeftini, dostupni sastojci učinili su ga jednim od najpopularnijih alkoholnih pića na svetu. Kritičari pića ga često smatraju osrednjim pićem, ali je poznato po istorijskom značaju.

## Istorija
Piće je nastalo na Kubi početkom 1900-ih, ali njegovo tačno poreklo nije poznato sa sigurnošću. Postao je popularan ubrzo nakon 1900. godine, kada je Koka-kola u bocama prvi put uvezena na Kubu iz Sjedinjenih Država. Njegovo poreklo povezano je sa teškom prisutnošću SAD-a na Kubi nakon špansko-američkog rata 1898; ime pića, „Kuba Libre” (Slobodna Kuba), bilo je slogan kubanskog pokreta za nezavisnost.  Ponekad se kaže da je Kuba libre nastao tokom špansko-američkog rata. Međutim, to je bilo pre prve distribucije Koka-kole na Kubu 1900. godine. Piće pod nazivom „Kuba libre” bilo je poznato 1898, ali to je bila mešavina vode i smeđeg šećera.
Fausto Rodriguez, izvršni direktor Bakardija za oglašavanje, tvrdio je da je bio prisutan kada je piće prvi put izliveno, te je 1965. godine izdao javnobeležničku izjavu o tome. Prema Rodriguezovim rečima, to se dogodilo u avgustu 1900, kada je imao 14 godina i radio kao glasnik za pripadnika Vojne policije SAD-a u Havani. Jednog dana u lokalnom baru, Rodriguezov poslodavac naručio je Bakardi rum pomešan sa Koka-kolom. To je zaintrigiralo obližnju skupinu američkih vojnika, koji su sami naručili turu, rađajući popularno novo piće. Bakardi je objavio Rodriguezovu izjavu u časopisu Lajf iz 1966. Međutim, Rodriguezov status Bakardi izvršne vlasti doveo je neke komentatore do sumnje u istinitost njegove priče. Druga priča kaže da je piće prvi put stvoreno 1902. u restoranu La Florida u Havani kako bi proslavili godišnjicu nezavisnosti Kube.
Piće je postalo glavna stvar na Kubi, zahvativši ga zbog prodornosti njegovih sastojaka. Havana je već bila poznata po svojim ledenim pićima u 19. veku, jer je to bila jedan od retkih gradova sa toplim vremenskim uslovima koji su imali obilne zalihe leda isporučene iz hladnijih regija. Bakardi i drugi kubanski rumovi takođe su cvetali nakon što je nezavisnost donela veliki broj stranih turista i investitora, kao i nove mogućnosti za izvoz alkohola. Svetli rumovi kao što je Bakardi postali su omiljeni za koktele, jer se smatralo da su bolje mešavine od oštrih tamnih rumova. Koka-kola je bila uobičajena mešalica u Sjedinjenim Američkim Državama otkako je prvi put bila punjena 1886. godine i postala je sveprisutno piće u mnogim zemljama nakon što je prvi put izvezeno 1900.
Rum i kola brzo su se proširili sa Kube na Sjedinjene Države. Početkom 20. veka koktel, poput same Koka-kole, bio je najpopularniji u južnim Sjedinjenim Državama. Tokom razdoblja prohibicije 1922-1933, Koka-kola je postala omiljena mešalica za prikrivanje ukusa niskokvalitetnih rumova, kao i drugih likera. Godine 1921, H. L. Mencken u šali je napisao o varijanti u Južnoj Karolini, koja se naziva „skok stiddy”, koja se sastojala od Koka-kole pomešane sa denaturiranim alkoholom koji je iscedio iz automobilskih radijatora. Nakon zabrane, rum i kole postali su prevladavajući i u severnom i zapadnom SAD-u, i u visokim i niskim krugovima.
Rum i kola postigli su novi nivo popularnosti tokom Drugog svetskog rata. Počevši od 1940. godine, Sjedinjene Države su uspostavile niz ispostava u karipskim ostrvima kako bi se obranile od nemačke ratne mornarice. Američka prisutnost u ovim ostrvima razvila je odnose među kulturama, gde su američki vojnici i meštani prihvatali proizvode ovih drugih. Konkretno, američko vojno osoblje krenulo je da konzumira karipski rum zbog njegove jeftinoće, dok je Koka-kola prihvaćena na ostrvima jer je bila isporučivana za potrebe vojske. Unutar SAD-a, uvezeni rum postao je sve popularniji jer su vladine kvote za industrijski alkohol smanjile proizvodnju američkih destilatora domaćih alkoholnih pića. Godine 1943. pesma Lorda Invejdera Rum i Coca-Cola dodatno je privukla pažnju na piće u Trinidadu.
Tokom kubanske revolucije 1959. Bakardi je pobegao u Portoriko. Sledeće godine SAD je uveo embargo na Kubu, koji je zabranio uvoz kubanskih proizvoda, dok je Kuba takođe zabranila uvoz američkih proizvoda. Budući da kubanski rum nije dostupan u SAD-u i Koka-kola u velikoj meri nedostupna na Kubi, postalo je teško napraviti rum i kolu sa tradicionalnim sastojcima u obe zemlje.

## Popularnost i prijem
Rum i Koka su vrlo popularni; Bacardi procenjuje da je to drugo najpopularnije alkoholno piće na svetu. Njegova popularnost proizlazi iz sveprisutnosti i niske cene glavnih sastojaka, te činjenice da je vrlo lako napraviti. Budući da se može napraviti s bilo kojom količinom ili stilom ruma, jednostavno je pripremiti se i teško ga uništiti.
Kritičari pića često imaju nisko mišljenje o koktelu. Pisac Wayne Curtis nazvao ga je "pićem nadahnute bezdušnosti",  dok je Jason Wilson iz The Washington Posta to nazvao "pićem lenje osobe". Troy Patterson iz Slatea to je nazvao "klasični osrednji karipski-američki highball", koji je "postao klasik uprkos tome što nije osobito dobar".
Charles A. Coulombe smatra da je Kuba Libre istorijski važan napitak, pišući da je to "moćan simbol promenjivog svetskog poretka - brak ruma, maziva starih kolonijalnih imperija i Coca-Cola, ikona modernog američkog globalnog kapitalizma". ”. Osim toga, i rum i Coca-Cola se proizvode od karibskih sastojaka i postaju globalna roba putem europske i američke trgovine. Prema Coulombeu, čini se da piće "savršeno odražava istorijske elemente savremenog sveta". 

## Recept i varijacije
Recepti se donekle razlikuju po mjerama i dodatnim sastojcima, ali glavni sastojci su uvijek rum i cola. Recept Međunarodne udruge barmena zahtijeva 5 centilitara lakog ruma, 12 cl kola i 1 cl svježeg soka limete na ledu. Međutim, može se koristiti bilo koja količina i udio ruma i kola. Osim toga, dok je svijetli rum tradicionalan, tamne rumove i druge sorte također su česte. Često se koriste i različite vrste kola; zapravo, na Kubi, budući da se Coca-Cola nije uvozila od embarga SAD-a iz 1960. godine, domaći TuKola se koristi u Kubi Libres.
Lajm je tradicionalno uključen, iako je često izostavljeno, pogotovo kada je narudžba samo za "rum i Coke".  Neki rani recepti zahtijevali su da se sok od limete pomiješa, dok su drugi uključivali lajm samo kao ukras. Drugi rani recepti zahtijevali su dodatne sastojke kao što su džin i grickalice. Neki izvori smatraju da je lajm bitan za piće da bude istinska Kuba Libre, koju oni razlikuju od puke ruma i kole. Međutim, vapno je često uključeno čak iu narudžbe za "rum i kola". 
Kada se upotrebljava añejo rum, piće se ponekad naziva i Cubata,  a ime se također koristi neformalno u Španjolskoj za bilo koju Cuba Libre. Neki suvremeni recepti inspirirani starijima uključuju dodatne sastojke poput bittersa. Neki pozivaju i na druge vrste kola, kao što je meksička koka-kola (koja koristi šećer od šećerne trske umjesto sirupa s visokim udjelom fruktoze) ili moxie. Raznovrsnije varijante s dodatnim sastojcima uključuju Cinema Highball, koji koristi rum s tekućim kokicama i pomiješan s kolom. Drugi je Mandeville Cocktail, koji uključuje lagani i tamni rum, cola i sok od citrusa zajedno s Pernod absynthe i grenadinom.